# Крюгер, Франц (легкоатлет)
Франц Крюгер (англ. Frantz Kruger; род. 22 мая 1975, Кемптон-Парк, Гаутенг) — южноафриканский и финский легкоатлет, специалист по метанию диска. Выступал за сборные ЮАР (1994—2005) и Финляндии (2007—2010) по лёгкой атлетике, бронзовый призёр летних Олимпийских игр в Сиднее, чемпион Игр Содружества, двукратный чемпион Африки, чемпион Всеафриканских игр, чемпион Игр доброй воли, чемпион Универсиады, чемпион мира среди юниоров, многократный победитель и призёр первенств национального значения, действующий рекордсмен Африки и ЮАР в метании диска.

## Биография
Франц Крюгер родился 22 мая 1975 года в городе Кемптон-Парк провинции Гаутенг, ЮАР.
Впервые заявил о себе в лёгкой атлетике на международном уровне в сезоне 1994 года, когда вошёл в состав южноафриканской национальной сборной и выступил на юниорском африканском первенстве в Алжире, где превзошёл всех соперников в толкании ядра и метании диска. Также в этом сезоне одержал победу в метании диска на юниорском мировом первенстве в Лиссабоне.
Будучи студентом, в 1997 году представлял ЮАР на Универсиаде в Сицилии, став в зачёте метания диска шестым.
В 1998 году победил на чемпионате Африки в Дакаре, был третьим на домашнем Кубке мира в Йоханнесбурге и вторым на Играх Содружества в Куала-Лумпуре.
В 1999 году выиграл Универсиаду в Пальме и Всеафриканские игры в Йоханнесбурге, выступил на чемпионате мира в Севилье.
Благодаря череде удачных выступлений удостоился права защищать честь страны на летних Олимпийских играх 2000 года в Сиднее — в финале метания диска с результатом 68,19 занял третье место и выиграл бронзовую олимпийскую медаль, уступив только литовцу Виргилиюсу Алекне и немцу Ларсу Риделю.
В 2001 году занял восьмое место на чемпионате мира в Эдмонтоне, победил на Играх доброй воли в Брисбене.
В мае 2002 года на соревнованиях во французском Салон-де-Прованс установил ныне действующие рекорды Африки и ЮАР в метании диска — 70,32 метра. Помимо этого, завоевал золото на Играх Содружества в Манчестере, стал вторым на Кубке мира в Мадриде.
На чемпионате мира 2003 года в Париже показал шестой результат, а на Всемирном легкоатлетическом финале в Монте-Карло — седьмой.
Принимал участие в Олимпийских играх 2004 года в Афинах — в финале метнул диск на 64,34 метра и занял итоговое пятое место. Также превзошёл всех соперников на чемпионате Африки в Браззавиле, был восьмым на Всемирном легкоатлетическом финале в Монте-Карло.
В 2005 году стал шестым на чемпионате мира в Хельсинки и пятым на Всемирном легкоатлетическом финале в Монте-Карло.
Женившись на финской прыгунье тройным Хели Койвуле, Крюгер переехал на постоянное жительство в Финляндию — в 2007 году он получил финское гражданство и особое разрешение Международной ассоциации легкоатлетических федераций выступать за национальную сборную этой страны. Сразу же в этом сезоне он стал рекордсменом Финляндии, на турнире в Хельсингборге метнув диск на 69,97 метра, в составе финской легкоатлетической команды выступил на чемпионате мира в Осаке.
На Олимпийских играх 2008 года в Пекине в программе метания диска показал результат 61,98 метра, расположившись в итоговом протоколе соревнований на 11-й строке.
После пекинской Олимпиады Крюгер остался действующим спортсменом и продолжил принимать участие в крупнейших международных стартах. Так, в 2009 году он выступил на чемпионате мира в Берлине, где занял в своей дисциплине итоговое 12-е место.
На чемпионате Европы 2010 года в Барселоне в финал не вышел.
В течение 2010-х годов регулярно метал диск на местных небольших турнирах в Европе, но каких-то особенно значимых результатов на международной арене больше не показывал.